# Навигаторы Дюны
Навигаторы Дюны (англ. Navigators of Dune) — научно-фантастический роман Брайана Герберта и Кевина Джея Андерсона, который вышел в свет в 2016 году. Произведение относится к серии романов о вселенной Дюны, созданной Фрэнком Гербертом. Это третья книга в приквел-трилогии «Великие школы Дюны», являющееся, в свою очередь, продолжением (сиквелом) трилогии «Легенды Дюны». В романе описываются события, произошедшие почти век спустя после событий, описываемых в романе «Дюна: Битва за Коррин».

## Аннотация
«Навигаторы Дюны» — увлекательное окно в самые основы завораживающей, яркой Вселенной Дюны, кульминация трилогии «Великие школы Дюны», события в которой происходят за десять тысяч лет до «Классической Дюны» Фрэнка Герберта. Каждый поклонник Дюны знает о таинственных навигаторах Космической гильдии, о программе сестёр Бене Гессерит по выведению сверхчеловека, о ментатах — людях-компьютерах, специально обученных для того, чтобы заменить запрещённые мыслящие машины. Но до сих пор читатели мало знали о том, каковы истоки их происхождения. Навигаторы, мутировавшие в результате воздействия Пряности в существ, далеко превосходящих нормальных людей, сделали возможными космические путешествия по расцветающей Империи. Их пророческий дар позволяет им предвидеть безопасные пути через Вселенную, в то время как двигатели звёздных кораблей «сворачивают» пространство. Только промышленный магнат Джозеф Венпорт знает секрет появления навигаторов, и он намерен построить коммерческую империю, которая охватит всю галактику. Но на каждом шагу Джозефу противостоят сила антитехнологических фанатиков, ревнители Батлерианского движения во главе с харизматичным и опасным Манфордом Торондо. Они стремятся повернуть вспять новое возрождение человечества и низвергнуть Империю в тёмные века. А между этими титаническими силами находится непредсказуемый новый император, Родерик Коррино, вынужденный занять престол после убийства брата. Навигаторы — это ключ к славному будущему человечества… или к концу цивилизации.

## История публикации
Хотя изначально Андерсон заявлял, что заключительный роман трилогии будет называться «Мастера меча Дюны», в 2014 году Брайан Герберт и Андерсон утвердили итоговое название романа — «Навигаторы Дюны». 27 июля 2015 года в твиттере Андерсона появилась обложка «Навигаторов Дюны» и утверждение о выходе романа в 2016 году.